# كارولين روز هنت
كارولين روز هنت (بالإنجليزية: Caroline Rose Hunt)‏ هي سيدة أعمال أمريكية، ولدت في 8 يناير 1923 في إل دورادو في الولايات المتحدة، وتوفيت في 13 نوفمبر 2018 في دالاس في الولايات المتحدة بسبب الأمراض الدماغية الوعائية.